# Discoverer 23
Discoverer 23 – amerykański satelita wywiadowczy. Stanowił część tajnego programu CORONA. Był to drugi statek w kolejnej serii statków Discoverer, KH-5 ARGON. Z powodu wycieku gazu używanego do stabilizacji satelity utracono kontrolę nad jego położeniem. W wyniku nieprawidłowej orientacji satelity w trakcie manewru odłączania kapsuły powrotnej weszła ona na wyższą orbitę i nie udało się jej odzyskać. Spłonęła w atmosferze 23 maja 1962.

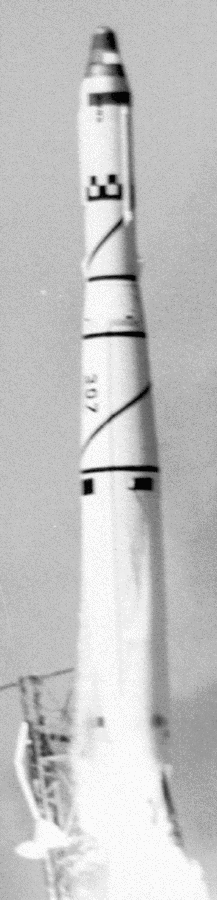
Moment startu rakiety Thor Agena B z satelitą Discoverer 23